# Бочаров В'ячеслав Сергійович
В'ячеслав Сергійович Бочаров (нар. 19 серпня 1932) — український радянський діяч, 1-й секретар Скадовського райкому КПУ Херсонської області. Член ЦК КПУ в лютому 1976 — лютому 1986 року.

## Життєпис
Освіта вища. Член КПРС з 1958 року.
На 1972—1983 роки — 1-й секретар Скадовського районного комітету КПУ Херсонської області.
Потім — на пенсії в місті Скадовську Херсонської області.

## Нагороди
- ордени
- медалі